# 켈리 윌리엄스
켈리 윌리엄스(Kelli Williams, 1970년 6월 8일 ~ )는 미국의 배우이다.

## 출연 작품
- 초콜렛 도넛 (2012)
- 스페이스 비트윈 (2010)
- 라이 투 미 1 (2009)
- 메디컬 인베스티게이션 (2004)
- 보이프렌드 포 크리스마스 (2004)
- 알제논의 무덤에 꽃다발을 (2000)
- 더 레이트 레이트 쇼 위드 크레이그 킬본 (1999)
- 스위트워터 (1999)
- 더 프랙티스 시즌1 (1997)
- 매리와 팀 (1996)
- 어스 2 (1994)
- 스노우바운드 (1994)
- 사랑하는 녀석들 (1994)
- 라이프피오디 (1993)
- 미스터 존스 (1993)
- 중년의 함정 2 (1992)
- 중년의 함정 (1992)
- 초능력 구애 작전 (1990)